# Askia Muhàmmad ibn Abi Bakr

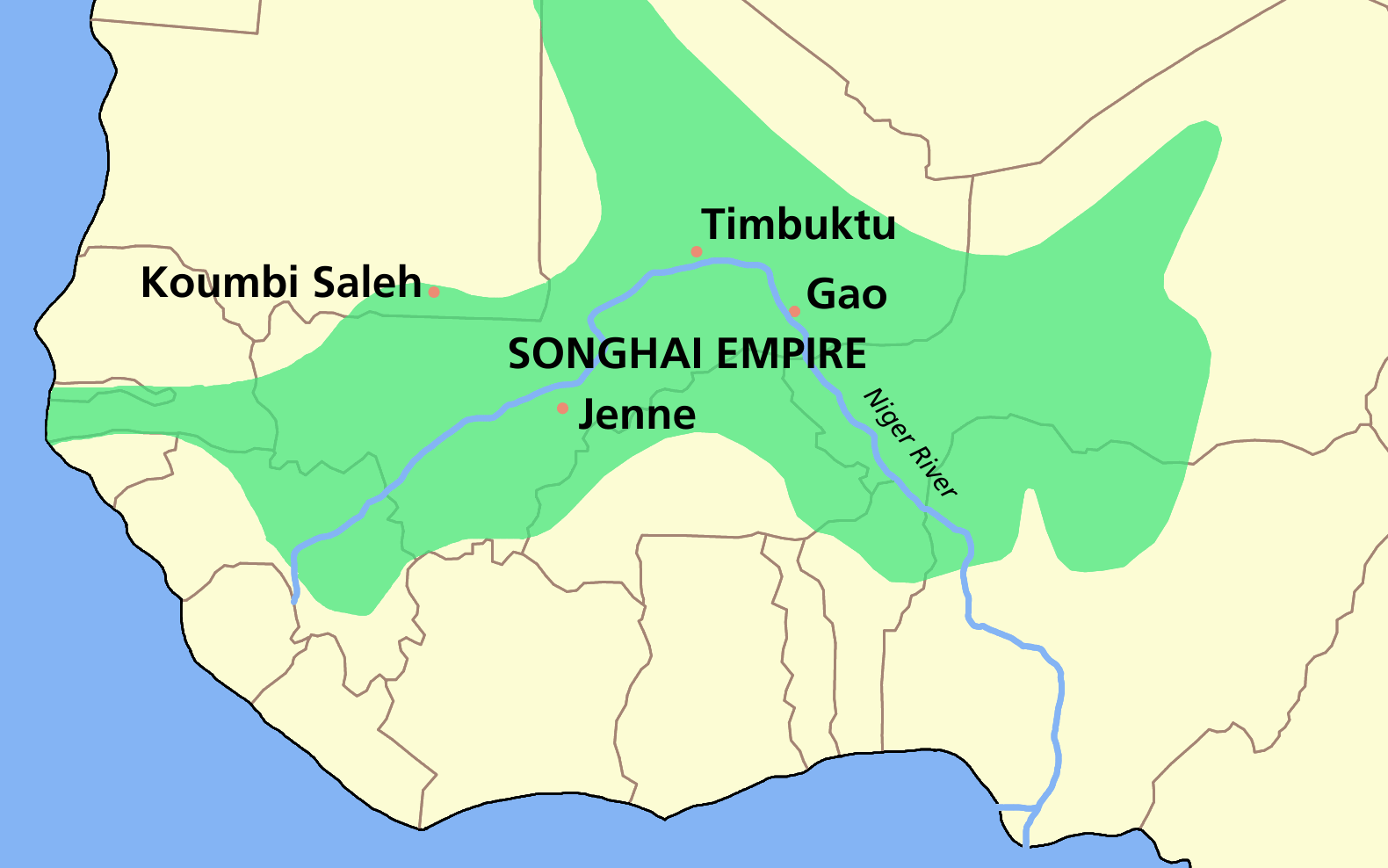
Imperi Songhai vers 1500

Askia Muhàmmad ibn Abi Bakr (conegut també com a Askia al-Hajj Muhammad o com a Muhammad Touré o Muhammad Ture) fou el fundador de la dinastia dels "Askia" de Songhai.
Portava les nisbes d'al-Türí i d'al-Silankí el que mostra un origen soninke, però la mare era songhai (possible germana de Sunni Ali Ber (1464- 6 de novembre de 1492) sota el qual Muhàmmad va exercir com tondi-farma (governador del Rocher).
Mort Sunni Ali (Sonni Ali) en campanya el va succeir el seu fill Bukar o Abu Bakr Baro (o Baru) Dau, proclamat per l'exèrcit al mateix camp de batalla. Muhàmmad va reunir tropes a les províncies occidentals per enfrontar-se al nou sobirà i encara que va patir una derrota inicial va aconseguir derrotar a Abu Bakr en una batalla prop de Gao (3 de març de 1493) i el va fer fugir, assolint el poder, agafant Gao com a capital i el títol d'askia. Va crear un nou càrrec, el kanfari, que fou una mena de virrei per a les províncies occidentals amb centre a la població de Tindirma propera al llac Fati. El primer kanfari fou el seu germà Umar i fou aquest qui va governar l'imperi en absència de Muhàmmad quan se'n va anar a la peregrinació (tardor de 1496 a estiu del 1498). Durant aquest pelegrinatge va aconseguir del nominal califa abbàssida del Caire un decret que l'autoritzava a regnar al Takrür (el Sahel africà occidental) en nom del califa.
El seu ascens va suposar un augment de la influència musulmana al regne. El mateix Muhàmmad va nomenar cadis a les principals viles songhais (especialment a Tombuctú on fou nomenat el 1498 Mahmud ibn Umar ibm Muhammad Akit). Va fer la guerra (gihad) contra els països veïns no musulmans o poc islamitzats, començant pels mossis de Yatenga (1499) i seguint molts altres. Un fakih de Tlemcen, al-Maghili, li va donar la cobertura religiosa al declarar que era legal la guerra contra els estats musulmans opressors i contra els estats que seguien l'islam sense eliminar les pràctiques paganes o que eren negligents en l'aplicació de les regles musulmanes. Així va dominar molts territoris i va assegurar les rutes comercials trans-saharianes.
Va quedar cec l'agost del 1529 i el seu fill Askia Musa ibn Muhàmmad el va obligar a abdicar i el va succeir. Muhàmmad fou confinat a diverses residències reials on encara va viure prop de nou anys, morint el 2 de març de 1538 amb més de 90 anys. La dinastia Askia va tenir continuïtat en quatre fills, tres nets i un nebot de Muhàmmad.